# Damian Roßbach
Damian Roßbach (* 27. Februar 1993 in Frankfurt am Main) ist ein deutscher Fußballspieler.

## Karriere
In der Jugend spielte Roßbach für die SG Rosenhöhe Offenbach und den 1. FSV Mainz 05 und wurde unter anderem vom späteren Startrainer Thomas Tuchel ausgebildet. Ab 2012 war er in der zweiten Mannschaft der Mainzer aktiv und stieg 2014 unter Trainer Martin Schmidt – späterer Bundesliga-Trainer – aus der Regionalliga Südwest in die professionelle 3. Fußball-Liga auf. Zur Saison 2014/15 wurde er in den Profibereich der 1. Herrenmannschaft aufgenommen, kam dort aber zu keinem Einsatz. Insgesamt absolvierte Roßbach 70 Spiele in der Regional- und 3. Liga für die U-23 des FSV.
Zur Spielzeit 2015/16 wechselte der Roßbach zum SV Sandhausen. Dort spielte er regelmäßig im defensiven Mittelfeld oder als linker Verteidiger. Im Oktober 2017 zog er sich nach einem Zusammenprall mit Max Jansen einen Schädelbruch zu und fiel bis Mitte April 2018 aus. Seitdem spielt er mit einem charakteristischen Carbon-Schutzhelm.
Nach 43 Zweitligaspielen und insgesamt drei Partien im DFB-Pokal für den SV Sandhausen, unter anderem in der Saison 2016/17 in der 2. Runde gegen den Bundesligisten SC Freiburg (7:6 n. E.) und in der Folge im Achtelfinale gegen den ebenfalls erstklassigen FC Schalke 04 (1:4) wechselte Roßbach zur Saison 2018/19 zum Drittligisten Karlsruher SC. Dort war er seit seinem ersten Ligaeinsatz gegen Eintracht Braunschweig Stammspieler auf der Position des Linksverteidigers in der Viererkette. Beim 3:1-Sieg gegen den SC Fortuna Köln am 2. Februar 2019 erzielte er mit dem Tor zum 1:1 seinen ersten Ligatreffer für den KSC. Insgesamt verpasste Roßbach nur ein Spiel gelbgesperrt und trug mit seinen Leistungen auf der linken Abwehrseite sowie drei erzielten Treffern zum Aufstieg der Karlsruher in die zweite Bundesliga bei.
Im Sommer 2020 unterschrieb Roßbach einen zwei Jahre laufenden Vertrag beim Drittligisten Hansa Rostock. Seinen ersten Pflichtspieleinsatz für die Kogge gab er am 16. August 2020 im Halbfinale des Lübzer-Pils-Cups 2019/20, der aufgrund der Corona-Pandemie erst ab August 2020 – und nicht wie ursprünglich geplant im Mai 2020 – zu Ende gespielt werden konnte, gegen den FC Schönberg 95 (5:0) und gewann diesen Wettbewerb schließlich im Finale durch ein 3:0 gegen den Torgelower FC Greif. Hansas Trainer Jens Härtel berücksichtigte Roßbach mit einem Einsatz über die volle Distanz von 90 Minuten im DFB-Pokal 2020/21 beim Heimspiel gegen den Bundesligisten VfB Stuttgart (0:1) ebenso wie beim Drittliga-Start am 19. September 2020 beim Heimspiel gegen den MSV Duisburg. Im Laufe der Spielzeit 2020/21, die am 22. Mai 2021 mit dem Aufstieg in die 2. Bundesliga endete, lief der Innenverteidiger 25-mal für Hansa auf und erzielte hierbei einen Treffer.
Vor Ablauf der Zweitliga-Saison 2021/22, Mitte April 2022, gab der Verein von der Ostseeküste die Vertragsverlängerung des 29-jährigen Roßbachs um zwei weitere Jahre bis 2024 bekannt. Im Sommer 2023 verlängerte er abermals seinen Vertrag in Rostock – diesmal bis 2025. Nach dem Abstieg 2024 in die 3. Liga gelang ihm mit den Norddeutschen im Mai 2025 noch der Gewinn des Landespokals von Mecklenburg-Vorpommern. Anschließend verließ er den Verein.
Im August 2025 verpflichtete der Regionalligist VSG Altglienicke den Verteidiger.

## Sonstiges
Nach seiner schweren Kopfverletzung im Jahr 2017, die beinah das Karriereende für Roßbach bedeutete, entschied er sich nach der Genesung in jedem kommenden Spiel einen maßgefertigten Carbon-Helm zu tragen. Seine Ehefrau nennt ihn daher gelegentlich und scherzhafter Weise Helmut.

## Erfolge
1. FSV Mainz 05 II
- Aufstieg in die 3. Fußball-Liga: 2014

Karlsruher SC
- Aufstieg in die 2. Bundesliga: 2019

Hansa Rostock
- Landespokalsieger Mecklenburg-Vorpommern: 2020, 2025
- Aufstieg in die 2. Bundesliga: 2021